# Pawieł Bykow
Pawieł Pawłowicz Bykow (ros. Павел Павлович Быков; ur. 24 kwietnia 1982 w Nowosybirsku) – rosyjski szablista, złoty medalista mistrzostw świata.
W 2002 roku zdobył złoty medal drużynowo na mistrzostwach świata juniorów w Antalyi.
Podczas mistrzostw świata w Katanii w 2011 roku Rosjanie w składzie: Nikołaj Kowalow, Wieniamin Rieszetnikow, Aleksiej Jakimienko i Pawieł Bykow zdobyli drużynowo złoty medal. W rywalizacji indywidualnej zajął tam czternaste miejsce
Ponadto zdobył drużynowo brązowy medal na mistrzostwach Europy w Sheffield (2011) i złoty na mistrzostwach Europy w Legnano (2012).
Nigdy nie wziął udziału w igrzyskach olimpijskich.